# Consolamentum
Il Consolamentum era il sacramento battesimale dei Catari. A differenza della corrente principale della Cristianità, il Battesimo usato dalla maggior parte dei Catari non richiedeva la presenza dell'acqua, ma solamente le parole del rito, l'imposizione delle mani e il porre il libro del Vangelo attribuito a San Giovanni sopra il capo del battezzato. Secondo gli Albigesi e gli altri Catari, esso consisteva nello stesso tempo nel battesimo dello Spirito Santo, nel ricevimento di tutti i doni spirituali, nell'attribuzione del potere di legare e di sciogliere, nell'assoluzione per tutti i peccati commessi, nella rigenerazione battesimale, e nell'ordinazione sacerdotale.

## Origini e modalità del rito
In analogia con altre comunità cristiane dei primi tempi (sprovviste di un'autorità centrale in materia di religione), il rituale era assai diversificato. C'erano alcuni che usavano l'intero Nuovo Testamento, mentre altri utilizzavano solo il libro di Giovanni, come detto sopra. Vi erano pure alcuni casi in cui era usata l'acqua in grande abbondanza, con il risultato di bagnare completamente chi riceveva il sacramento, mentre era menzionato il nome di Cristo invece dei nomi della Trinità, in cui i Catari non credevano (la loro Cristologia assomigliava al monarchianismo modale in Occidente e all'adozionismo in Oriente).
L'imposizione delle mani era sempre una componente della cerimonia. Alcuni storici hanno affermato che si verificavano sovente varie espressioni di tipo estatico durante la cerimonia, consistenti per esempio nella glossolalia, ossia nel parlare usando lingue sconosciute, la qual cosa richiedeva che il rito si svolgesse in segreto e con grande circospezione, dato che il verificarsi di questi fenomeni fuori della Chiesa era considerato stregoneria e, se scoperto, veniva punito con la morte.
La cerimonia del Consolamentum era celebrata una sola volta, sebbene il sacramento venisse amministrato in due differenti circostanze. La prima era solo per i più convinti e impegnati tra i fedeli. Esso veniva amministrato agli adulti di entrambi i sessi che aspiravano alla vita ascetica e, una volta battezzati, diventavano Perfetti. Essi dovevano essere vegetariani, vivere in celibato, e dedicare la loro vita a viaggiare ed insegnare le dottrine dei Catari. Da quanto è riferito nelle storie catare, essi erano persone con una vita estremamente virtuosa che ponevano una grande enfasi nel vivere santamente. Questi Perfetti erano le guide delle comunità dei Catari e degli Albigesi (questi ultimi erano una diramazione dei Catari che vivevano nel sud della Francia, ma molti usano il termine "Albigesi" per riferirsi a componenti di comunità catare con una concezione meno dualistica e più simile all'ortodossia cristiana). Il sacramento cristiano dell'Ordinazione sacerdotale sembra per alcuni essersi evoluto da una pratica simile nelle primitive comunità cristiane.
La gran parte della popolazione non riceveva il Consolamentum fino a quando non si trovava in punto di morte. Una volta ricevuto, ad essi venivano applicate le stesse regole applicate ai Perfetti, sebbene ovviamente non ci si aspettasse che si mettessero a viaggiare e a predicare alzandosi dal loro letto di morte. D'altra parte, alcuni ipotizzano che il sacramento cristiano dell'Unzione degli infermi possa essersi evoluto da qualcosa di simile al Consolamentum. Questa pratica permetteva alla maggior parte dei fedeli di vivere una vita piuttosto normale ricevendo il sacramento solo poco tempo prima di morire.
Secondo alcuni casi conosciuti dell'ultimo periodo del Catarismo, quando un malato grave riceveva il Consolamentum ed era certo di essere vicino alla morte, poteva decidere di iniziare volontariamente un digiuno consistente nell'astinenza totale dal cibo e dall'acqua, chiamato endura, che era una forma estrema di negazione di sé e di separazione dal mondo materiale, che per la concezione catara era dominato dal male. Era convinzione diffusa che questo sacrificio finale avrebbe assicurato la riunificazione dell'anima con il Dio del bene.